# Colonia Morelos, Morelos
Colonia Morelos är en ort i Mexiko.   Den ligger i kommunen Coatlán del Río och delstaten Morelos, i den sydöstra delen av landet, 80 km söder om huvudstaden Mexico City. Colonia Morelos ligger 1 178 meter över havet och antalet invånare är 550.
Terrängen runt Colonia Morelos är lite bergig. Runt Colonia Morelos är det ganska tätbefolkat, med 160 invånare per kvadratkilometer. Närmaste större samhälle är Tetecala, 7,6 km sydost om Colonia Morelos. I omgivningarna runt Colonia Morelos växer huvudsakligen savannskog.